# Schizophyllum dorsovittatum
Schizophyllum dorsovittatum är en mångfotingart som beskrevs av Karl Wilhelm Verhoeff. Schizophyllum dorsovittatum ingår i släktet Schizophyllum och familjen kejsardubbelfotingar. Utöver nominatformen finns också underarten S. d. estrellanum.